# Aitsu no Daihonmei
Aitsu no Daihonmei (アイツの大本命 lit. Su favorito?) es una serie de manga de género shōnen-ai escrita e ilustrada por Suzuki Tanaka. La historia se centra en Takahiko Satō, un apuesto estudiante de secundaria a quien todas las chicas de su escuela idolatran y adoran, a pesar de que Satō no tiene ningún interés en ellas. En su lugar, está enamorado del denominado "chico feo" de la escuela, Yoshio Yoshida, quien solía protegerle de los bravucones cuando era niño y sufría de sobrepeso. Sin embargo, el interés de Satō mostrado hacia Yoshida y su posterior noviazgo con este le gana el odio de todas las chicas de la escuela. 
Aitsu no Daihonmei fue uno de los primeros mangas de este género publicados por SuBLime, la rama yaoi de Viz Media. En agosto de 2015, se anunció que el manga recibiría una adaptación a serie de acción en vivo, con Kōtarō Torii como Yoshida y Takeaki Isowa como Satō. Sin embargo, sólo resultaron ser anuncios publicitarios para promocionar el manga.

## Argumento
Yoshio Yoshida es un estudiante de secundaria de estatura baja, apariencia desgarbada, con ojos en forma de almendra y una notoria cicatriz en su mejilla izquierda. Mientras que la vida escolar de Yoshida va de mal en peor, Takahiko Satō, el chico más popular de la escuela y codiciado por todas las estudiantes, confiesa su amor por él. Sin embargo, esto no es una buena noticia para Yoshida, quien asume lo peor al considerar difícil confiar en aquellos individuos con un estatus social alto. 

## Personajes
Yoshio Yoshida (吉田 吉生 Yoshida Yoshio?)
Es el protagonista principal de la historia. Yoshida es considerado poco atractivo por sus compañeras de escuela, principalmente debido a su corta estatura y cicatriz en forma de X en su rostro, la cual obtuvo mientras protegía a Satō de unos bravucones cuando ambos eran niños. Todas las chicas que aman a Satō naturalmente odian a Yoshida por pasar tanto tiempo pegado a su ídolo, derivando en que Yoshida quiera ocultar su relación romántica con Satō y se molesta cuando este se muestra demasiado cariñoso en la escuela. También intenta controlar algunas de las tendencias sádicas de Satō hacia otros. Después de que su relación con Satō se hace pública, sus problemas con las chicas no disminuyen.
Takahiko Satō (佐藤 崇彦 Satō Takahiko?)
Es un apuesto estudiante que es idolatrado por todas las chicas de su escuela. Sin embargo, la atención de Satō no es para ellas, sino para Yoshio Yoshida, el "chico feo" del instituto. Cuatro años atrás, Satō era intimidado por otros estudiantes debido a su sobrepeso, siendo Yoshida quien lo defendía. Los padres de Satō lo enviaron a una escuela en Inglaterra que resultó ser un campamento para perder peso. En el campamento, Satō adelgazó, creció en estatura y se convirtió en alguien atractivo. Ama a Yoshida, pero también tiene un lado sádico y disfruta jugar con los temores de este. Termina por revelar su relación con Yoshida en la escuela, pero esto no pareció surtir efecto alguno en las muchachas que todavía van tras él.
Hōsaku Akimoto (秋元 補作 Akimoto Hōsaku?)
Es uno de los amigos de Yoshida. A diferencia de la mayoría de los estudiantes varones de la escuela, Akimoto parece estar en una relación y se le ha visto salir con su vecina, Yōko, aunque él insiste en que son sólo amigos.
Makimura (槇村?)
Es otro de los amigos de Yoshida. Desesperado por tener una novia, Makimura constantemente falla en conquistar chicas, en parte debido a su apariencia poco atractiva. A lo largo de la serie se le ve yendo detrás de una serie de muchachas diferentes, y particularmente trata de ganar los afectos de Machiko Arima.
Toranosuke "Torachin" Takahashi (高橋 虎之介 Takahashi Toranosuke?)
Es un viejo amigo de Yoshida. Su verdadero nombre es Toranosuke, pero fue apodado "Torachin" porque había dos Toranosukes en su clase. Del mismo modo, Torachin apodó a Yoshida como "Yoshi-Yoshi" porque también había dos Yoshidas en la clase. Debido a su aspecto amenazador y grotesco, tiene fama de ser el bravucón más fuerte de la escuela, aunque en realidad es una persona pacífica y amable. Más adelante, comienza una relación con Yamanaka, a pesar de ser conocedor de sus muchos defectos.
Yamanaka (山中?)
Fue, alguna vez, el segundo muchacho más popular en la escuela, justo detrás de Satō. Siempre veía a Satō como su rival por ganarse el favor de las chicas e incluso intentó flirtear con Yoshida solo por su rivalidad con Satō, lo que provocó que este le diera la espalda y difundiera rumores de que Yamanaka era un pervertido, causando que su popularidad disminuyerá considerablemente. Torachin fue el único que se apiadó de Yamanaka y no se apartó de su lado, lo que llevó a que Yamanaka se enamorará perdidamente de él. Actualmente ambos están en una relación.
Tsuyako Ijūin (伊集院 艶子 Ijūin Tsuyako?)
Es una excompañera de Satō, con quien asistió al mismo campamento para perder peso, siendo ambos los únicos estudiantes japoneses. Al igual que Satō, Tsuyako ha demostrado tener una personalidad algo sádica, aunque señala que Satō difiere en su sadismo porque ella simplemente se encuentra aburrida por las personas que le obedecen. Tsuyako proviene de una familia adinerada y tiene formas extrañas de mostrar afecto.
Los gemelos Nozawa
Son un par de hermanos gemelos, una chica y un chico, que representan al club de arte de la escuela. Son similares tanto en apariencia como en personalidad. Ambos se muestran apasionados por la pintura y a menudo quieren dibujar a Yoshida y Satō, molestándolos hasta que estos finalmente acceden.
Murakami (村上?)
Murakami se convirtió en el segundo chico más popular de la escuela tras el descenso de Yamanaka. Secretamente disfruta vestirse como mujer y piensa que como mujer es más bonita que cualquier otra joven de la escuela.
Seijurō Nishida (西田 清十郎 Nishida Seijurō?)
Es un estudiante abiertamente gay que está enamorado de Yoshida. Es dueño de un carácter completamente opuesto al de Satō; es serio, amistoso y muy servicial, incluso llegando a ser heroico. Él y Satō luchan por Yoshida, a veces en la escuela, un hecho que otros estudiantes interpretan como una comedia rutinaria.
Machiko Arima (有馬 真知子 Arima Machiko?)
Es la presidenta del consejo estudiantil. Al igual que casi todas la chicas en la escuela, está enamorada de Satō y utiliza su posición para organizar eventos que le otorguen una oportunidad de obtener a Satō como el premio principal. Makimura está enamorado de ella e intenta cortejarla a lo largo de toda la serie.
Takeru Azuma (東 健 Azuma Takeru?)
Es un estudiante transferido que solía estar en una relación con Nishida cuando eran niños. Todavía está enamorado de Nishida y, por lo tanto, considera a Yoshida como su rival e intenta ganarse nuevamente los afectos de su amor. Satō también intenta hacer que Nishida vuelva a enamorarse de Azuma para así quitarlo de su camino.

## Media

### Manga
Aitsu no Daihonmei comenzó su serialización en 2008. El primer volumen en formato tankōbon fue lanzado en Japón por Libre Publishing el 18 de julio de 2008. Hasta la fecha, se han publicado diez volúmenes. La serie ha sido licenciada para su publicación en Estados Unidos por SuBLime, una rama de Viz Media, lanzando el primer volumen el 11 de septiembre de 2012. En agosto de 2015, se expandió el rumor de que el manga sería adaptado a una serie de televisión de acción en vivo, sin embargo, sólo resultaron ser anuncios publicitarios para promocionar el manga. El actor Kōtarō Torii interpretó a Yoshida, mientras que Takeaki Isowa a Satō.

#### Lista de volúmenes
| Número | Fecha de publicación     | ISBN               |
| ------ | ------------------------ | ------------------ |
| 1      | 18 de julio de 2008      | ISBN 9784862634337 |
| 2      | 10 de febrero de 2009    | ISBN 9784862635396 |
| 3      | 9 de enero de 2010       | ISBN 9784862637192 |
| 4      | 10 de diciembre de 2010  | ISBN 9784862638816 |
| 5      | 10 de abril de 2012      | ISBN 9784799711088 |
| 6      | 10 de abril de 2013      | ISBN 9784799713037 |
| 7      | 10 de abril de 2014      | ISBN 9784799714942 |
| 8      | 10 de enero de 2015      | ISBN 9784799724743 |
| 9      | 10 de septiembre de 2015 | ISBN 9784799726587 |
| 10     | 10 de diciembre de 2016  | ISBN 9784799731642 |
| 11     | 10 de agosto de 2019     | ISBN 9784799744314 |
| 12     | 9 de abril de 2021       | ISBN 9784799752098 |

## Recepción
Ian Wolf de la revista MyM, elogió la escritura del manga comentando que «un aspecto interesante es que Yoshida no es convencionalmente atractivo debido a una cicatriz en su rostro que alejarían a algunas personas. Sin embargo, el humor es bueno y la química entre los dos funciona bien».
Shaenon K. Garrity de Anime News Network, dio una crítica mayormente positiva, elogiando el humor, el elenco y el desarrollo de los personajes. Garrity comentó que hay «un montón de personajes divertidos, y una de las ventajas que tiene el yaoi es el de tener un buen y extendido elenco. Yoshida es parte de un círculo de perdedores, pero en el transcurso de la historia sus amigos también encuentran el amor; su amigo Makimura es un perdedor eternamente esperanzado, mientras que su otro amigo, Akimoto, desarrolla un tímido romance con una amiga de la niñez. Satō desarrolla rivalidad con Nishida, un chico que no es sólo guapo, sino que también es ridículamente heroico, a diferencia del muy distante Satō». En cuanto al desarrollo de los personajes, comentó que «Satō comienza como el estereotipado seme sádico que lleva a Yoshida a sus límites y lo atormenta de varias maneras, uno de mis tropos menos favoritos del yaoi. Afortunadamente, deja de ser un cretino a medida que avanza la serie y se ve obligado a ser un mejor novio —y amigo— para Yoshida. A su vez, Yoshida comienza a aceptar de manera honesta sus sentimientos en vez de enojarse todo el tiempo. En el tercer o cuarto volumen los dos tienen una relación casi sana. Bueno, según las normas del yaoi».